# Lijst van grootste aardgasvelden
Dit is een lijst van grootste aardgasvelden ter wereld.
| Nr. | Gasveld              | Land(en)         | Voorraad   |
| --- | -------------------- | ---------------- | ---------- |
| 1   | South Pars gasveld   | Iran en Qatar    | 35.000 km³ |
| 2   | Oerengoj             | Rusland          | 6.300 km³  |
| 3   | Yamburg (gasveld)    | Rusland          | 3.900 km³  |
| 4   | Hassi R'Mel          | Algerije         | 3.500 km³  |
| 5   | Shtokman gasveld     | Rusland          | 3.100 km³  |
| 6   | Galkynysh gasveld    | Turkmenistan     | 2.800 km³  |
| 7   | Zapolyarnoye gasveld | Rusland          | 2.700 km³  |
| 8   | Hugoton gasveld      | Verenigde Staten | 2.300 km³  |
| 9   | Groningenveld        | Nederland        | 2.100 km³  |
| 10  | Bovanenkovo gasveld  | Rusland          | 2.000 km³  |
| 11  | Medvezhye gasveld    | Rusland          | 1.900 km³  |
| 12  | Dauletabad gasveld   | Turkmenistan     | 1.400 km³  |
| 13  | Karachaganak gasveld | Kazachstan       | 1.370 km³  |
| 14  | North Pars gasveld   | Iran             | 1.340 km³  |
| 15  | Kish gasveld         | Iran             | 1.300 km³  |
| 16  | Orenburg gasveld     | Rusland          | 1.300 km³  |
| 17  | Kharasavey gasveld   | Rusland          | 1.300 km³  |
| 18  | Shah Deniz-gasveld   | Azerbeidzjan     | 1.200 km³  |
| 19  | Golshan gasveld      | Iran             | 850 km³    |
| 20  | Zohr                 | Egypte           | 850 km³    |
| 21  | Tabnak gasveld       | Iran             | 620 km³    |
| 22  | Kangan gasveld       | Iran             | 570 km³    |